# Nuestra Señora de los Dolores
La Virgen de los Dolores es una advocación de la Virgen María. También es conocida como Virgen de la Amargura, Virgen de la Piedad, Virgen de las Angustias o La Dolorosa. Su fiesta es el 15 de septiembre; su vestidura por lo normal es negra, azul oscuro o morada.
Se la invoca en latín como Maria Virgo Perdolens o Mater Dolorosa y es una de las numerosas advocaciones a través de las cuales la Iglesia Católica venera a la Virgen María. La advocación (Dolores) destaca el sentimiento de dolor de la madre ante el sufrimiento de su hijo. Los "siete dolores" hacen referencia a los siete episodios de la vida de Jesucristo, relatados por los evangelios, que hicieron sufrir a María, quien acompañaba a su hijo en su misión de Redentor.
La devoción a la Mater Dolorosa se desarrolla a partir de finales del siglo XI. En 1239, en la diócesis de Florencia, la Orden de los Servitas u Orden de frailes Siervos de María, cuya espiritualidad estaba muy ligada a la Santa Virgen, fijó la fiesta de Nuestra Señora de los Dolores el 15 de septiembre.

## Los Siete Dolores
1. La profecía de Simeón (Lc. 2, 22' 35) ¡Dulce Madre mía! Al presentar a Jesús en el templo, la profecía del anciano Simeón te sumergió en profundo dolor al oírle decir: “Este Niño está puesto para ruina y resurrección de muchos de Israel, y una espada traspasará tu alma”. De este modo quiso el Señor mezclar tu gozo con tan triste recuerdo. Rezar Avemaría y Gloria.
2. La persecución de Herodes y la huida a Egipto (Mt. 2, 13-15) ¡Oh Virgen querida!, quiero acompañarte en las fatigas, trabajos y sobresaltos que sufriste al huir a Egipto en compañía de San José para poner a salvo la vida del Niño Dios. Rezar Avemaría y Gloria.
3. Jesús perdido en el Templo, por tres días (Lc. 2, 41-50) ¡Virgen Inmaculada! ¿Quién podrá pasar y calcular el tormento que ocasionó la pérdida de Jesús y las lágrimas derramadas en aquellos tres largos días? Déjame, Virgen mía, que yo las recoja, las guarde en mi corazón y me sirva de holocausto y agradecimiento para contigo. Rezar Avemaría y Gloria.
4. María encuentra a Jesús, cargado con la Cruz (Vía Crucis, 4.ª estación) Verdaderamente, calle de la amargura fue aquella en que encontraste a Jesús tan sucio, afeado y desgarrado, cargado con la cruz que se hizo responsable de todos los pecados de los hombres, cometidos y por cometer. ¡Pobre Madre! Quiero consolarte enjugando tus lágrimas con mi amor. Rezar Avemaría y Gloria.
5. La Crucifixión y Muerte de Nuestro Señor (Jn. 19, 17-30) María, Reina de los mártires, el dolor y el amor son la fuerza que los lleva tras Jesús, ¡qué horrible tormento al contemplar la crueldad de aquellos esbirros del infierno traspasando con duros clavos los pies y manos del salvador! Todo lo sufriste por mi amor. Gracias, Madre mía, gracias. Rezar Avemaría y Gloria.
6. María recibe a Jesús bajado de la Cruz (Mc. 15, 42-46) Jesús muerto en brazos de María. ¿Qué sentías Madre? ¿Recordabas cuando Él era pequeño y lo acurrucabas en tus brazos?. Por este dolor te pido, Madre mía, morir entre tus brazos. Rezar Avemaría y Gloria.
7. La sepultura de Jesús (Jn. 19, 38-42) Acompañas a tu Hijo al sepulcro y debes dejarlo allí, solo. Ahora tu dolor aumenta, tienes que volver entre los hombres, los que te hemos matado al Hijo, porque Él murió por todos nuestros pecados. Y Tú nos perdonas y nos amas. Madre mía perdón, misericordia. Rezar Avemaría y Gloria.

## Devoción
La Virgen Dolorosa  o Virgen de los Dolores es una advocación que cuenta con gran número de devotos en países como Argentina, Nicaragua, Colombia, Ecuador, España, Guatemala, Italia, México, Panamá y Portugal. Es la patrona de Eslovaquia.

### Colombia

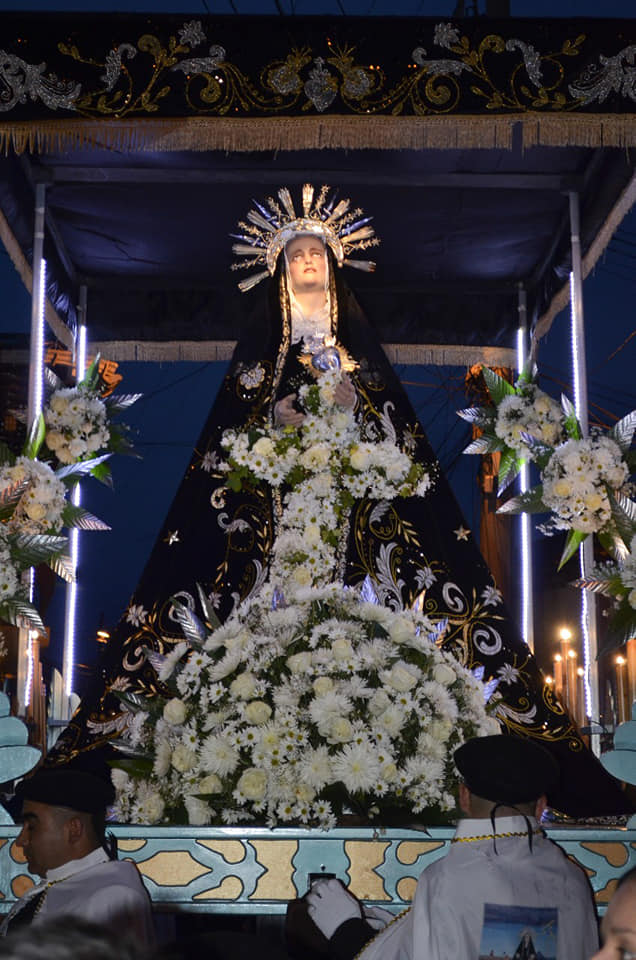
Nuestra Señora de los Dolores, Aguadas, Colombia

En Colombia es muy conocida esta devoción, una de las más importantes se da en la ciudad de Popayán un viernes antes de Semana Santa conocido como el Viernes de Dolores, donde sale un desfile procesional con los pasos, de la imagen de la Virgen acompañada de la imagen de San Juan evangelista y los 5 misterios dolorosos, hay por ejemplo tres imágenes de origen español y del siglo XVIII que son La Dolorosa, San Juan y el Crucifijo. La procesión inicia y termina en la Iglesia de San Agustín. Nuestra Señora de los Dolores también desfila en la procesión del martes Santo de la Semana Santa de Popayán con flores blancas. Procesión que lleva su nombre.
También es la patrona de todos los Llaneros en Colombia y parte de Venezuela, siendo ampliamente venerada en los departamentos de Casanare, Vichada, Meta y Arauca. En los Llanos Orientales se le conoce como la Virgen de Manare o Virgen de los dolores de manare, se celebra el 6 de enero su fiesta patronal en el municipio de Paz de Ariporo en el departamento de Casanare; día en que cerca de 20.000 personas la visitan en su santuario. La imagen tallada en madera representa a la virgen de los dolores y fue traída por el Padre Jesuita José Gumilla, desde España a la población de Betoyes, cerca a Tame Arauca, donde se comenzó a venerar bajo la advocación del Buen viaje. Tras la destrucción de Betoyes Arauca, fue trasladada a la población de Manare, y ante la destrucción del poblado fue trasladada finalmente al área urbana del municipio de Paz de Ariporo Casanare el 18 de marzo de 1953.
En el municipio de Sonsón, Antioquia, esta devoción se lleva a cabo el Sábado Santo, en el cual se hace un homenaje a los Siete Dolores de la Virgen, se canta el Stabat Mater y se realiza una procesión denominada Procesión de Soledad con la imagen de la Virgen, en el que desfilan las mujeres del municipio con velas encendidas, en señal de dolor.
En el departamento de Nariño corregimiento de Mocondino vereda que además lleva su nombre, Dolores ; la festividad antecedida con quincenario del Santo Rosario y contemplación de los 7 dolores reúne a una gran cantidad de devotos de esta advocación.

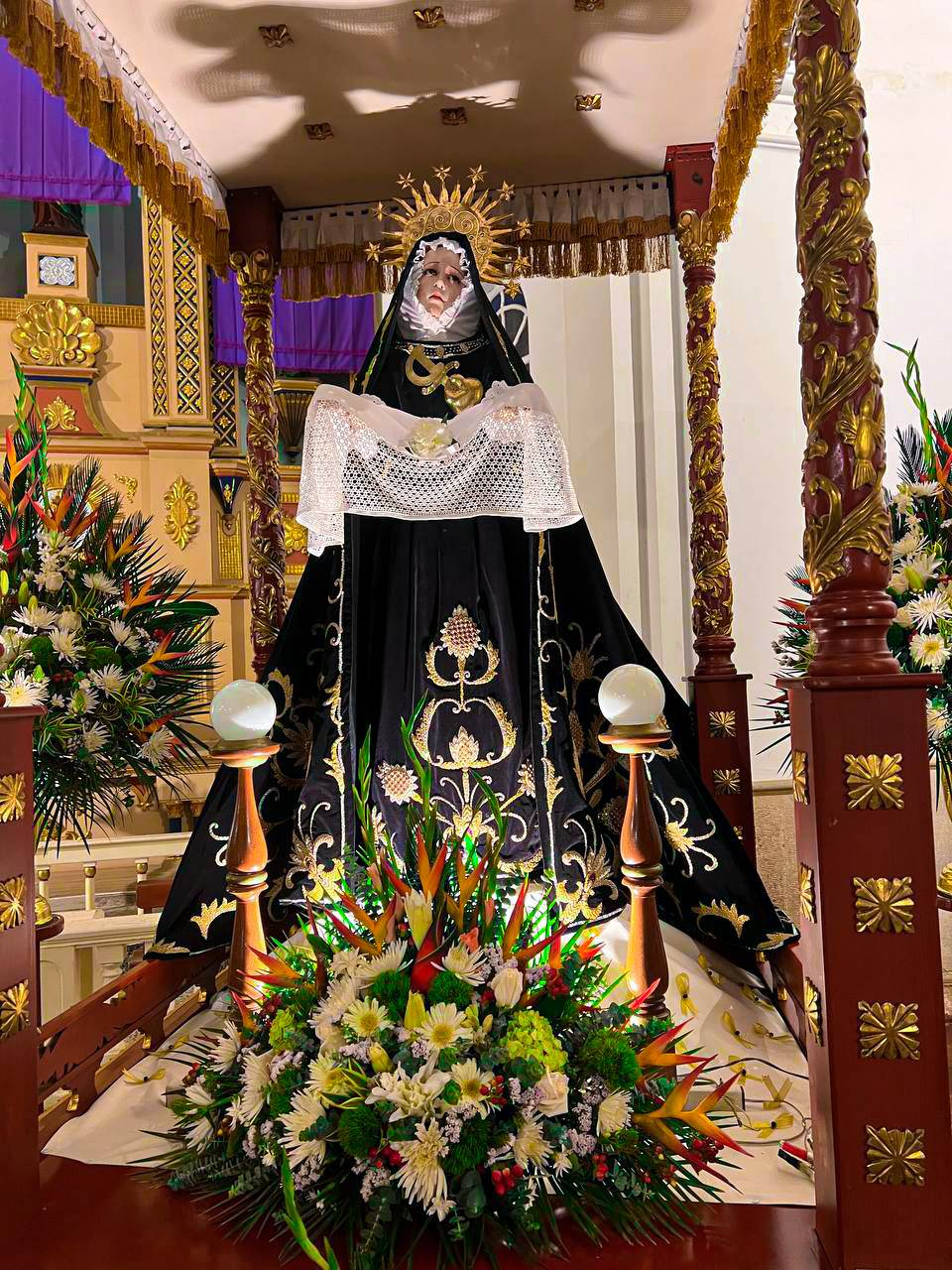
Imagen del paso de la [https://www.facebook.com/AlferezVirgen Virgen de los Dolores - Chía

En el municipio de Armenia, capital del departamento del Quindío, es de gran importancia el honrar a la Virgen de los dolores con su anual procesión de La Soledad, que se celebra el Sábado Santo antes de la Vigilia Pascual. A La procesión que recorre el centro de la ciudad hasta la catedral, asisten el obispo de la diócesis, el cuerpo policial, la banda marcial del ejército y distintos grupos relevantes de la capital y el departamento. Esta es la celebración más importante y tradicional de la ciudad.
Por otro lado en el municipio de Chía, Cundinamarca en la Parroquia Santa Lucía se conmemora esta advocación mariana varias veces a lo largo del año. Muchas personas la acompañan durante las solemnidades marchando en procesión y convirtiéndose así como una tradición que durante muchos años, durante la Semana Santa siempre ha estado presente. La imagen que es patrimonio de la ciudad de la luna se puede venerar iniciando la Semana Mayor durante el Viernes de Dolores, acompañarla también el Viernes Santo durante la procesión del Santo Sepulcro y al día siguiente durante el sábado santo que se conmemora la soledad de María y los 7 Dolores que se contemplan en los diferentes recorridos por el municipio. La imagen de La Dolorosa es llevaba en hombros por los Alférez pertenecientes a diferentes familias raizales de Chía y han sido los encargados de organanizar y vestir el paso por muchos años, siendo esto un legado que ha pasado de generación en generación. De igual manera se ha establecido la Solemnidad de Nuestra Señora de los Dolores el 15 de septiembre en la parroquia donde la Santísima Virgen sale en procesión junto a los fieles y creyentes quienes rezan y piden por sus necesidades; posteriormente se realiza la celebración eucarística a cargo de los alférez en el templo parroquial.

### Ecuador
Especialmente en las ciudades de Quito, Guayaquil, Cuenca y Riobamba cada 20 de abril se realiza una celebración en honor a la "Madre Dolorosa", en las comunidades jesuitas del Colegio San Gabriel de Quito, el Colegio San Luis Gonzaga de Quito, el Colegio Rafael Borja en Cuenca, el Colegio Javier de Guayaquil, el Colegio San Felipe Neri en Riobamba, y la unidad educativa Fiscomisional Salesiana Sánchez y Cifuentes en Ibarra, entre varias otras comunidades del país,  Esta  celebración se realiza en recuerdo  del Milagro de la Virgen del Colegio, producido  de acuerdo a los relatos de sus testigos y a reportes de las autoridades jesuitas de Ecuador, el 20 de abril de 1906  , ante la presencia de alumnos internos y profesores del Colegio San Gabriel de Quito, cuando un cuadro de la Dolorosa del Colegio abrió y cerró los ojos durante aproximadamente 15 minutos. Posteriormente, el papa Pío XII concedería la coronación canónica de la Dolorosa del Colegio y Juan Pablo II la declararía 'Patrona de la educación de la juventud'.

### España
La devoción a la advocación de los Dolores está muy arraigada en España, celebrándose cultos tanto en septiembre como el Viernes de Dolores. Su imagen es procesionada durante la Semana Santa en numerosas localidades españolas, destacando los iconográficos establecidos por los pasos de la denominada Esperanza Macarena de Sevilla, imagen de vestir bajo palio, y el de la Virgen de las Angustias de Juan de Juni, en Valladolid, que presenta la figura de María abatida de dolor a los pies de la cruz.
- En Alcalá del Río se rinde Culto a las Vírgenes de las Angustias y de los Dolores: La Hermandad de Vera-Cruz rinde culto a María Santísima de las Angustias Coronada, imagen obra de José Montes de Oca entre 1723-1724. El primer dato histórico, referente a la devoción a Ntra. Sra. de las Angustias en Alcalá del Río se encuentra en el testamento de su Hermana Catalina García, fechado el 16 de septiembre de 1645. En este, Catalina García, "cofrada" de la Cofradía de la Santa Vera-Cruz, le deja tres misas rezadas. Otro dato histórico relacionado con la actual imagen de la Santísima Virgen de las Angustias puede encontrarse en el testamento de Isabel del Castillo, fechado el 26 de enero de 1726, en el que manda se digan unas misas en su nombre: "seis al Santísimo Cristo de la Vera-Cruz, cuatro a Nuestra Señora de las Angustias y cuatro al Señor San Gregorio, todas rezadas". La talla mide 162 cm. En ella aparecen todos los grafismos propios de José Montes de Oca: rostro sereno y puro, los párpados superiores y el surco palpebrogeniano bien marcados. Cejas rectas, gruesas y de líneas angulosas, en cuyo nacimiento se contraen dibujando surcos verticales en el ceño. La nariz es recta y de proporciones generosas, su boca pequeña, carnosa y entreabierta dejando ver el tallado de unos pequeños dientes de blanca policromía. El surco mentolabial agudiza la prominencia de su barbilla, de mentón ilustre con la peculiaridad de un profundo hoyuelo, redondeado y bien definido. Es una de las Tallas más populosas de Alcalá del Río y Procesiona el Jueves Santo. La Hermandad de la Soledad rinde culto a Nuestra Señora de los Dolores en su Soledad Coronada. De autor desconocido, podemos situar la imagen de Ntra. Sra. de los Dolores en su Soledad a mediados del siglo XVI. En 1556, Bartolomé Ximenes, clérigo alcalareño, dispone que los viernes de cada mes le digan una misa "a la efigie de Ntra. Sra. de la Soledad, con pena". En las Reglas de fusión de la Hermandad de la Soledad con la del Hospital de San Bartolomé, de 1582, se nos ofrece la primera noticia que se tiene en Alcalá del Río de una salida procesional, en este caso de la Virgen de la Soledad. Morfológicamente, la Imagen Sagrada de la Santísima Virgen presenta la boca sellada, las comisuras de los labios hundidos, el rostro sereno y un cuello amplio y sin anatomizar. Su acusado hieratismo de talle y cabeza y su sobriedad expresiva la alejan, definitivamente, de la rotundidad barroca tan cargada de dramatismo, acercándola a la serenidad y equilibrio renacentistas. La imagen, posiblemente una de las más antiguas que procesionan en la provincia de Sevilla y procesiona el Viernes Santo.
- En Almería, realiza estación de Penitencia a la Catedral la Virgen de los Dolores de la Hermandad de la Soledad en la noche del Viernes Santo. Se celebra solemne besamanos en su honor el Viernes de Dolores y el día 15 de septiembre. Además el Viernes de Dolores se realiza un Rosario presidido por Ella al barrio del Cerro de San Cristóbal.
- En Benalmádena (Málaga) la imagen de Nuestra Señora de los Dolores, Titular de la Cofradía de Ntro. Padre Jesús Nazareno y de la Virgen de la Cruz, realiza su estación de penitencia el Jueves Santo por la tarde-noche, y se trata de las Imágenes más veneradas y con gran fervor, junto a Ntra. Señora de la Cruz, Patrona del Municipio.
- En Almuñécar (Granada), Nuestra Señora Virgen de los Dolores, es la devoción más popular entre los sexitanos y sexitanas, llegando a ser nombrada copatrona del municipio. El Viernes de Dolores, la Iglesia Parroquial de la Encarnación se abarrota de fieles que esperan con ansias la popular bendición al pueblo de la imagen articulada. Durante la Semana Santa procesiona en tres ocasiones: el Jueves Santo y la mañana y la tarde-noche del Viernes Santo. Durante la mañana del Viernes Santo se lleva a cabo la celebración de "El Paso", auto sacramental que representa el camino de Jesús al Gólgota, en el cual la imagen bendice nuevamente al pueblo de Almuñécar. Durante la tarde-noche del Viernes Santo acompaña a la procesión del Santo Sepulcro y vuelve a dar su bendición esta vez en tres ocasiones: una al campo, otra al mar y otra al pueblo en su totalidad. Es la talla más antigua que procesiona en la Semana Santa del municipio, llegando al municipio el 8 de enero de 1620. Su autor es anónimo y es la única talla que se salvó durante la guerra civil española, junto a la de la patrona.
- En Cangas de Morrazo (Pontevedra), la Santísima Virgen de los Dolores es la imagen titular de la venerable Hermandad de la santísima Virgen de los Dolores y Soledad. Es una imagen de vestir del siglo XVIII. Se celebra una magna procesión en su honor en el llamado Viernes de Dolores, declarado festivo local a todos los efectos. La Virgen procesiona bajo palio, con vestido granate, manto azul y coronada. Igualmente participa en la procesión de la Santa Cena del Jueves Santo, como en la del Santo Encuentro en la mañana del Viernes Santo, en esta ocasión ataviada de luto completamente. Así mismo participa también en los cultos religiosos del Descendimiento en la tarde del Viernes Santo y en el Velatorio de la noche del Sábado Santo.
- En Cartagena, ciudad de la que es Patrona bajo la advocación de Nuestra Señora de la Caridad, se procesiona igualmente el Viernes Santo la Santísima Virgen de la Piedad (Capuz). Ambas imágenes devocionales recogen el momento de la Santísima Virgen tomando en su regazo el cuerpo de Cristo descendido de la Cruz. No obstante, mientras la primera se encuentra inmersa en su séptimo dolor (iconográficamente), la Virgen de la Piedad de los marrajos se halla en su sexto.
- En Córdoba (España). Con esta advocación está situada en Andalucía, y se trata de Nuestra Señora de los Dolores Coronada de Córdoba (España) una imagen de gran antigüedad (siglo XVIII), obra del imaginero cordobés Juan Prieto en 1719.Ntra. Señora de los Dolores Coronada de Córdoba

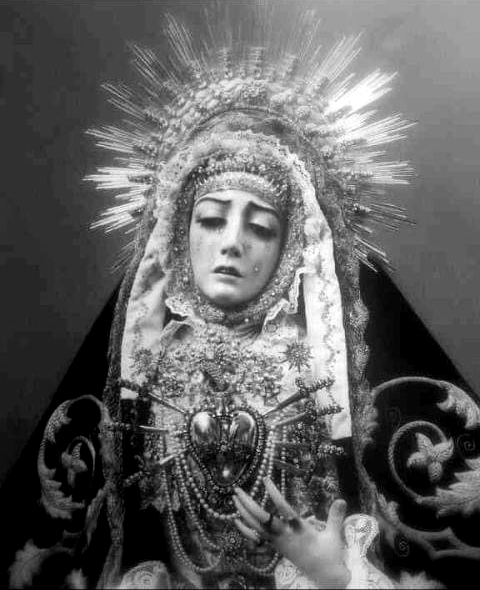
Ntra. Señora de los Dolores Coronada de Córdoba

Cuenta con un gran fervor y devoción popular, cargados de siglos e historia dentro y fuera de la ciudad. Esta bellísima Dolorosa es taviada al modo tradicional del luto español, aunque con unos rasgos muy personales y muy característicos cordobeses de una imagen cuya iconografía tan propia, no se ha alterado con el paso de los siglos. Cuenta con un rico patrimonio, de los más importantes de la ciudad, en el que destaca el joyero, uno de los mejores joyeros devocionales de Andalucía, compuesto por petos de oro y piedras preciosas, diademas de oro y diamantes, joyas varias, corazones traspasados y un largo etcétera. También es digno de mencionar su extenso ajuar, conformado por varios mantos de salida bordados en oro, vestidos, rostrillos, preseas, entre otros. Procesiona por las calles de su Ciudad, la tarde-noche del Viernes Santo, acompañada junto al Cristo de la Clemencia, el cual pertenece también a la Hermandad. Su paso procesional y piezas que lo conforman, está realizado en Plata de ley y peana de carrete en madera y oro fino del año 1779. Sus días grandes son sin duda el Viernes de Dolores, en el que se celebra los Cultos a la Virgen, presididos por el Obispo de la Ciudad, y en el que miles de Cordobeses durante todo el día aguardan grandes colas, para reunirse con su Virgen en una cita tan importante desde hace siglos. Tiene su sede en el Santuario de Ntra. Señora de los Dolores , antigua Iglesia de San Jacinto, ubicada en la plaza más emblemática y representativa de la ciudad, como es la plaza de Capuchinos, o Plaza del Cristo de los Faroles, donde desde siglos, la imagen de la Señora ha guardado junto al Crucificado  todas las plegarias de cordobeses y devotos, es por ello que la simbiosis entre la Plaza y la Virgen es tan arraigada e inmortal en el tiempo.
- En Corral de Almaguer (Toledo) también se venera, pertenece a la Cofradía de Nuestro Padre Jesús Nazareno y hermandad de la Vera Cruz, procesiona el Viernes de Dolores, Jueves Santo y Viernes Santo.
- En Cuenca, desfila el día de Viernes Santo una Virgen de las Angustias de Luis Marco Pérez. Probablemente, la representación más conocida de esta advocación es La Piedad de Miguel Ángel.
- En Fernán Nuñez (Córdoba) goza de gran devoción la imagen sagrada de Nuestra Señora de los Dolores, fundada allá por el año 1550. (siglo XVI) como Hdad. de la Vera-Cruz en el que se rendía culto a la Santa Cruz y procesionaba al igual que hoy la tarde noche del Jueves Santo. A partir del siglo XVIII son momentos de pelitud para la corporación con una Ermita renovada y un rico patrimonio y enseres. Se conoce a través de documentos que procesionaban cuatro titulares, en los que sé nombra a la Santa Cruz, Jesús Crucificado, Cristo de la Humildad y Paciencia y Ntra. Señora de los Dolores. En el Siglo XIX se vive otro hito histórico y su unión a la Congregación Servita, haciéndose cargo de los cultos y actos de la Santísima Virgen. Con la llegada de la República y el estallido de la Guerra Civil, la Hdad.  pierde íntegramente todo su patrimonio, incluido las imágenes devocionales. Una vez terminado este conflicto la Hdad. renace entre sus cenizas, y reconstruye de nuevo la Ermita de la VeraCruz y se bendice en el año 1951 la actual imagen de Ntra. Señora de los Dolores, obra destacable del imaginero Cordobés D. Juan Martínez Cerrillo, la cual profesa gran fervor entre el pueblo y vecinos de esta villa de la campiña cordobesa. En 1957 pasa a ser Parroquia y la Cofradía rehace con gran fuerza ese patrimonio material y humano gracias a la devoción que unía la imagen de la Dolorosa. Ya en el Siglo XVI se recupera la devoción cristífera que tiempo atrás se perdió, es por ello que se incorporó como titular la imagen del Santísimo Cristo del Camino, vinculado fuertemente a Asociaciones del Camino de Santiago de Galicia.
- En Ferrol la Virgen de los Dolores es la imagen titular de la Cofradía de Dolores, la más numerosa de la ciudad. La imagen titular procesiona por la villa naval el Viernes Santo en la Procesión de Nuestra Señora de los Dolores, en la Procesión y Sermón del Santo Encuentro, en la Procesión del Traslado y en la de Os Caladiños.
- En Fuente Vaqueros la Virgen de los Dolores, es la titular mariana de la Asociación Parroquial del Smo. Cristo de la Victoria y Ntra. Sra. de los Dolores y procesiona el Viernes de Dolores. Esta dolorosa es la Virgen que en el municipio lorquiano más devoción levanta.

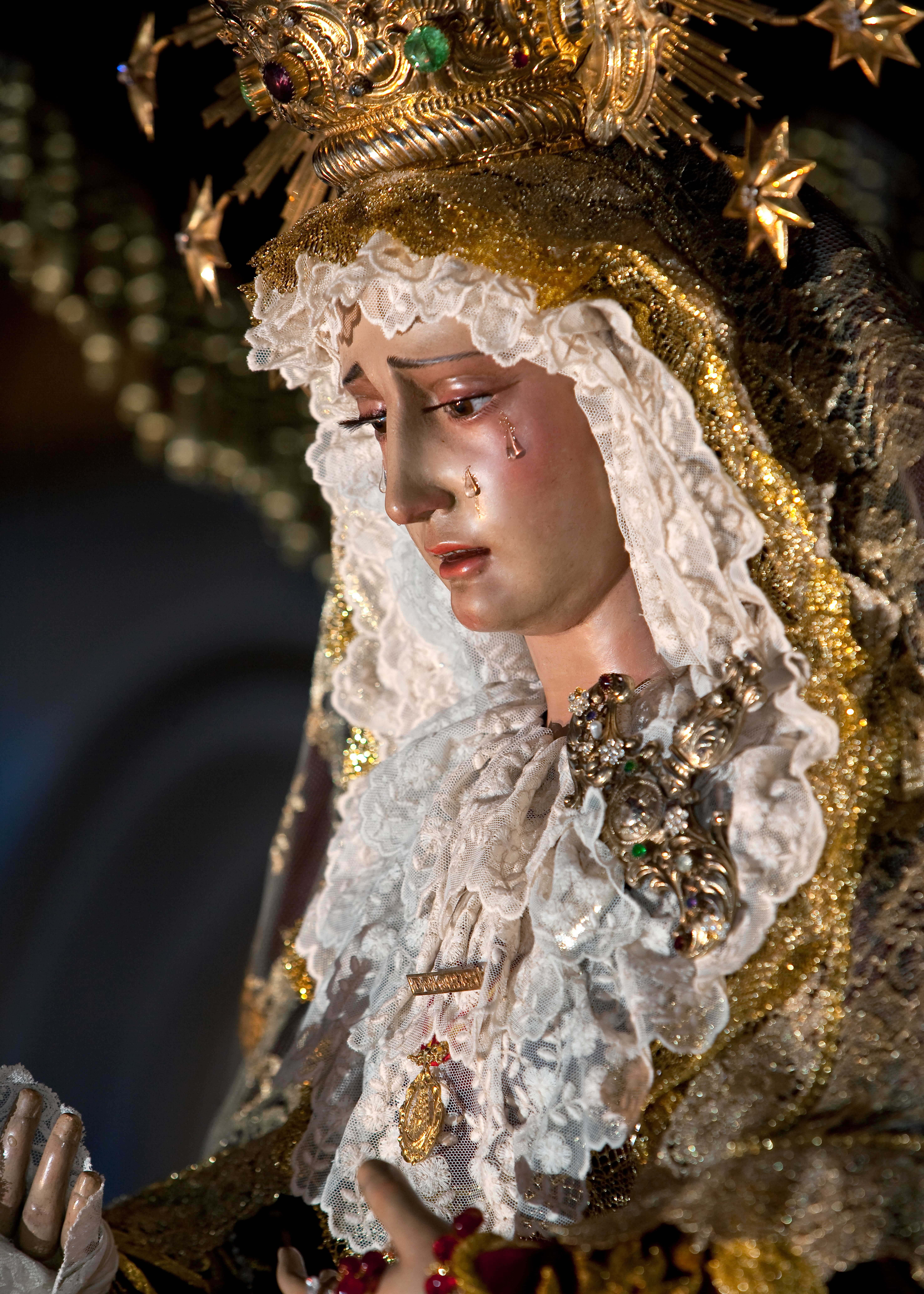
Nuestra Señora de los Dolores (Gibraleón) entronizada en el paso para la Estación de Penitencia del Miércoles Santo

- En Gibraleón (Huelva) se rinde culto y pleitesía a Nuestra Señora de los Dolores (una de las imágenes marianas con mayor devoción de la localidad), con sede canónica en la Parroquia Matriz de San Juan Bautista, la cual se encuentra ubicada en el centro neurálgico de la localidad, a escasos metros del Ayuntamiento.Nuestra Señora de los Dolores (Gibraleón) entronizada en el paso para la Estación de Penitencia del Miércoles Santo Esta Dolorosa se trata de la más antigua de la localidad de cuantas existen. La Virgen de los Dolores (1940) es obra del insigne autor D. Joaquín Gómez del Castillo. Recibe la medalla de oro de la Villa de Gibraleón en 2015, año en el que se celebró el 75 aniversario de la llegada al pueblo y bendición de su hechura. Destacan dos fechas de renombre en el año: El Miércoles Santo, en el cual realiza su Estación de Penitencia junto con su hijo Ntro. Padre Jesús Nazareno, y el 15 de septiembre (festividad de su onomástica), donde queda expuesta en Devoto Besamanos. Según la leyenda, pueden existir dos vertientes. Esta imagen de la Dolorosa olontense podría ser la antigua Virgen del Vado o, posiblemente, la antigua Dolorosa de la Hermandad, de la cual se recuperó su rostro. Como peculiaridad cabe destacar que el paso de Nuestra Señora de los Dolores fue el primer paso de la localidad en procesionar con Hermanos Costaleros (1983) junto con el otro paso de la Hermandad (Nuestro Padre Jesús Nazareno). En la misma localidad también se rinde culto a otra Dolorosa.Con sede canónica en la Parroquia de Santiago Apóstol. Obra de Antonio Bidón 1941 recibe la primera Medalla de Oro de la Villa. Procesiona cada Viernes Santo en la Hermandad[5] (fundada en 1777) y el 15 de septiembre de cada año celebrando su festividad. Resalta su Devoto Besamanos el Viernes de Dolores con la afluencia de cientos de olontenses para verla y sentirla cerca. Durante 2016, se celebró el 75 Aniversario de la llegada de la imagen a la Villa de Gibraleón, donde cada mes hubo un acto conmemorativo programado para el tan esperado homenaje por el pueblo de Gibraleón.
- En La Rinconada (Sevilla), procesiona el Sábado Santo Nuestra Señora de los Dolores, Patrona y Alcaldesa perpetua de La Rinconada, al igual que lo hace para el 15 de septiembre como "Dolores Gloriosos" y día de su patronazgo.

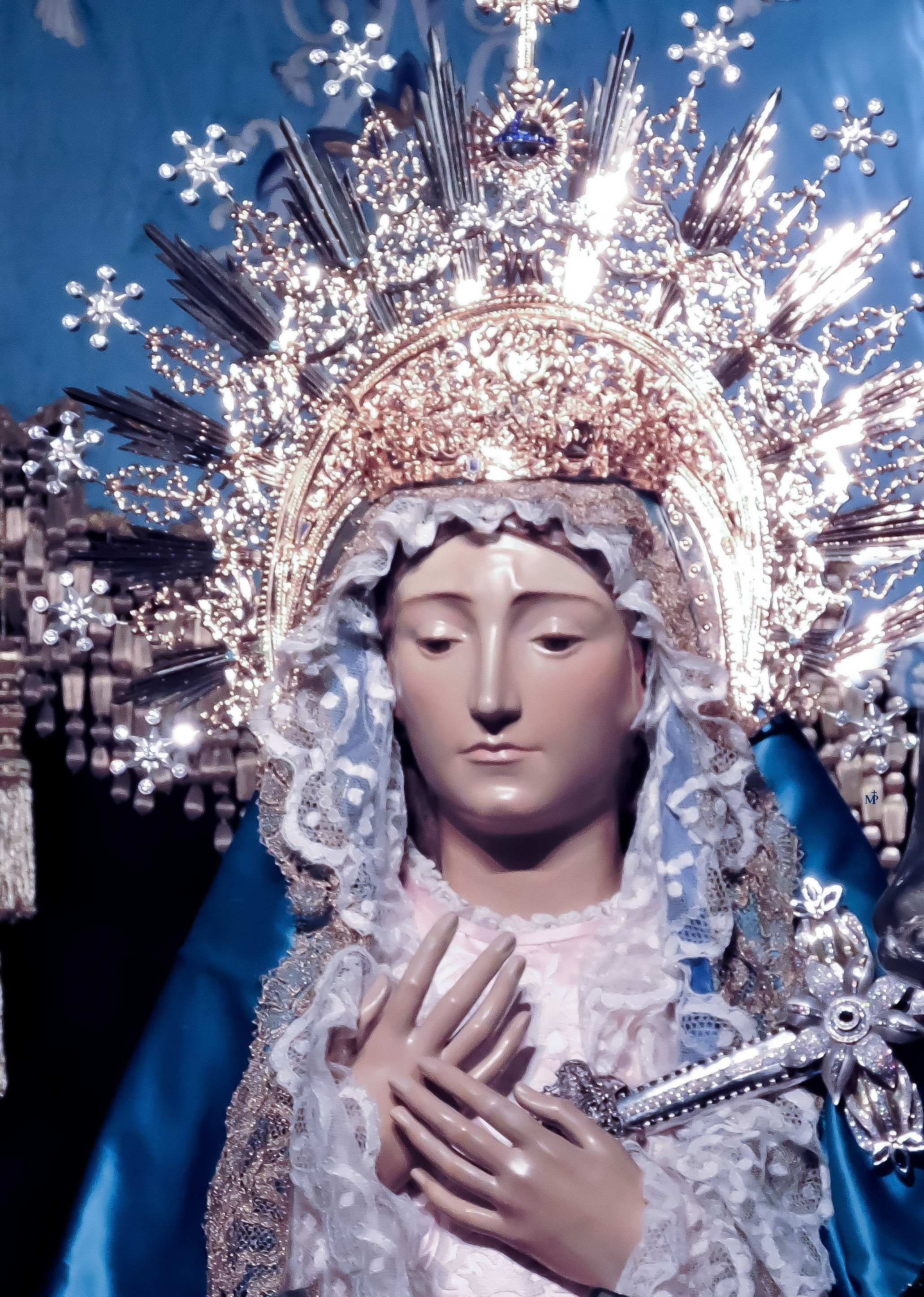
Santísima Virgen de Los Dolores, Paso Azul de Lorca (Murcia). José Capuz (1942)

- Santísima Virgen de Los Dolores, Paso Azul de Lorca (Murcia). José Capuz (1942) En Lorca (Murcia) la Imagen titular de la Hermandad de Labradores Paso Azul, la Santísima Virgen de los Dolores Paso Azul Lorca, se debe a la gubia del escultor valenciano José Capuz Mamano y se realizó en 1942. Fue Coronada Canónicamente el 15 de septiembre de 1997 y declarada Bien de Interés Cultural en 2023. Se trata de una Imagen de talla completa, no de vestir, y totalmente policromada, de rigurosa frontalidad, con las manos sobre el pecho, arrodillada. Destaca en ella la expresión de su bello rostro, con serena expresión y aflicción contenida. Lleva las manos, de suave modelado, una sobre otra, cruzadas sobre el pecho, el cual atraviesa una espada de dolor. La Imagen, de estilizada belleza formal, casi de un dolor idealizado, presenta un suave modelado en sus facciones, con una nariz recta, labios finos y tersas mejillas, sin lágrimas, con su entrecejo ligeramente fruncido y párpados ligeramente entornados que revelan su intenso y profundo dolor. Se venera en la Iglesia de San Francisco de Lorca. Procesiona el Viernes de Dolores, presidiendo el desfile y el Viernes Santo detrás de su hijo El Santísimo Cristo de la Buena Muerte. En la madrugada del Viernes de Dolores se celebra La Serenata, donde miles de azules se agolpan en la puerta del templo a esperar la salida de "La Madre", entre vítores y un gran fervor popular. Diversos cultos religiosos se celebran en su honor, destacando el Septenario anterior al Viernes de Dolores y la Salve compuesta por el maestro de capilla de la Catedral de Córdoba, Juan Antonio Gómez Navarro en 1903, interpretado en el órgano histórico del siglo XVIII de la citada iglesia.
- En Montilla a María Santísima de los Dolores se le tiene especial devoción y es titular de la Hermandad del Nazareno en la mañana del Viernes Santo desde la Iglesia de San Agustín.
- En Ortigueira (La Coruña): La Virgen de los Dolores sale en procesión titular de la  "Cofradía de la Virgen de los Dolores y del Nazareno"  en Semana Santa el Viernes de Dolores y el Viernes Santo.
- En Santa Fe, nuestra Señora de los Dolores acompañando al Santo Sepulcro realiza estación de penitencia el Viernes Santo. Esta Hermandad fue erigida el 7 de abril de 1945.
- En Toro (Zamora) se realiza una multitudinaria procesión en su honor el Viernes de Dolores (Felipe Gil) tallada en 1792. La Virgen fue de la Venerable Congregación de la Orden Tercera de Siervos de María, los llamados popularmente Servitas, fundada en 1791 en la parroquia de San Julián de los Caballeros, cuyas ordenanzas fueron aprobadas en 1794. La bendición de la imagen se celebró con toda solemnidad, siendo entronizada en su altar el 27 de mayo de 1792. En 1844 se extingue la congregación servita, fundándose en 1884 una asociación de mujeres que toma como titular esta imagen, aprobando la entrada de hombres en 2011, en el marco de renovación estatutaria impulsado por el Obispado de Zamora. Su asociación organiza la procesión del Viernes de Dolores, así como el novenario que se consagra en su honor lo días previos. La imagen participa además en el traslado del Santo Ecce Homo el Martes Santo hasta la iglesia de Santa Catalina, así como en la procesión de la cofradía del Dulce Nombre de Jesús Nazareno, Nuestra Señora de las Angustias Soledad y Ánimas de la Campanilla en la madrugada del Viernes Santo, a la cual se incorporó tras el incendio de su iglesia en 1957. Las mujeres visten de luto, con peineta y mantilla.
- En Valencia de Don Juan (León), Nuestra Señora de los Dolores y Soledad es la imagen titular de la cofradía homónima. Este paso se procesiona el Viernes Santo (declarado de Interés Turístico Provincial), tanto en la procesión del Santo Encuentro como en la del Santo Entierro. Cobra protagonismo en la procesión del Sábado Santo que está dedicada a esta imagen, y en el Domingo de Resurrección. La Cofradía fue fundada en 1995 aunque la imagen de la Virgen data de muchos años atrás. Su sede se encuentra en la Iglesia de Nuestra Señora del Castillo Viejo, donde permanece expuesta al público todo el año. También existe en esta localidad una imagen de la Piedad (réplica de la Virgen del Camino, obra de Víctor de los Ríos en 1946) que pertenece a la Hermandad de Jesús de Nazaret (fundada en 1992) y que procesiona dicho paso en el Santo Entierro, una de las características de esta imagen, es que sólo es portada por mujeres.
- En Zahara de la Sierra Cádiz, Nuestra Señora de los Dolores es Patrona desde el 15 de septiembre de 2013 (Año de la Fe), por decreto del Señor Obispo de la diócesis de Asidonia - Jerez (Jerez de la Frontera) Don José Mazuelos Pérez. Es la imagen más venerada y de mayor devoción del pueblo y puede fecharse de finales del siglo XVII, siendo su autor anónimo. Procesiona el Viernes de Dolores, el Viernes Santo, el Domingo de Resurrección y el 15 de septiembre en la festividad de su Patronazgo y los Dolores Gloriosos.

Otras imágenes de gran devoción bajo esta advocación o vinculadas a ella en España son las siguientes:
- Nuestra Señora de los Dolores, "La Dolorosa" de Abengibre (Albacete) imagen de la Escuela Murciana de mediados del siglo XX. Celebra su festividad el Viernes de Dolores. Procesiona el Viernes de Dolores, Jueves Santo, Viernes Santo y Sábado de Gloria.
- La Dolorosa, obra de José Díes López. Año 1942. Catedral de Albacete.
- Ntra. Sra. de Las Angustias de Albacete, obra de D. Luis Marco Pérez. Año 1960. Parroquia Ntra. Sra. de Las Angustias y S. Felipe Neri de Albacete.
- María Santísima de las Angustias, La Santa Espina, Almargen (Málaga).
- Nuestra Señora de los Dolores de Chandavila (La Codosera, España)
- Nuestra Señora de los Dolores, El Viso del Alcor (Sevilla). Celebra su festividad el Viernes de Dolores y procesiona el Viernes Santo.
- Nuestra Señora de Los Dolores de Fuente Vaqueros (Granada), Iglesia de la Encarnación obra anónima de la Escuela Granadina, datada del siglo XVIII-XIX.
- Nuestra Señora de las Angustias (Granada)Virgen de las Angustias, patrona de Granada.

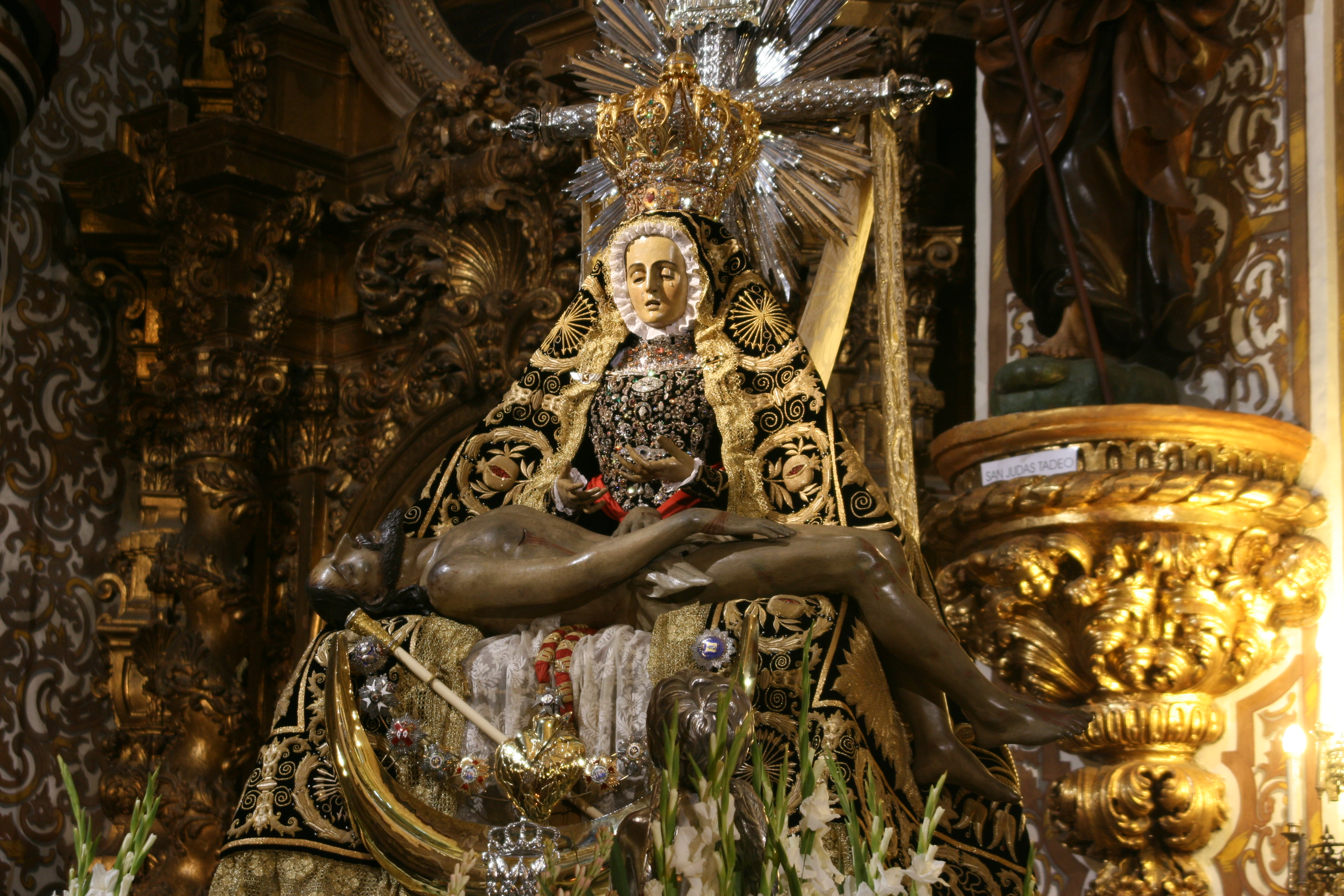
Virgen de las Angustias, patrona de Granada.

- La Dolorosa en Sietes, Villaviciosa,  Asturias.
- La virgen de las Angustias de Guadix también es una devoción muy grande, la cual se celebra durante una semana; el primer domingo de noviembre y el segundo domingo de noviembre son fechas muy señaladas para los accitanos, ya que es su patrona.
- Nuestra Señora de los Dolores de Jaén (Sebastián de Solís, 1579), perteneciente a la Hermandad del Santo Sepulcro de Jaén. Es la Dolorosa más antigua de la ciudad y una de las más veneradas.
- Nuestra Señora de los Dolores de Tinajo, Patrona de Lanzarote.
- Nuestra Señora de la Soledad de la Portería Coronada, Las Palmas de Gran Canaria, es una de las imágenes más veneradas de la ciudad.[6][6]
- Nuestra Señora de los Dolores, Santa Iglesia Catedral Basílica de Canarias obra cumbre del escultor José Luján Pérez, realizada en 1803.
- Virgen Pura Dolorosa de Umbe (Lauquíniz, Vizcaya, España)
- Nuestra Señora de los Dolores, Semana Santa en Ocaña.
- Dolorosa con las siete espadas, Felipe del Corral (siglo XVIII), Cofradía de la Vera Cruz, Salamanca.
- Nuestra Señora de los Dolores "La Predilecta" de San Cristóbal de La Laguna (Tenerife). Obra realizada en 1805 por el escultor Luján Pérez.
- Nuestra Señora de las Angustias "La Republicana", Santa Cruz de Tenerife. Una de las imágenes marianas más veneradas de la ciudad.
- Nuestra Señora de las Angustias (Juan de Juni, 1561), Semana Santa de Valladolid.
- Nuestra Señora de las Angustias, patrona de Vera.Virgen de las Angustias, patrona de Vera (Almería).

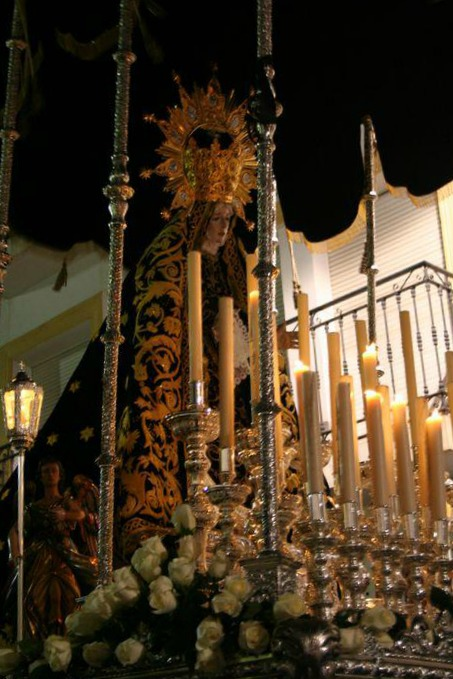
Virgen de las Angustias, patrona de Vera (Almería).

- La Quinta Angustia (Gregorio Fernández, 1625), Semana Santa de Valladolid.
- Nuestra Señora de los Dolores de Fuente Obejuna. Titular de la Hermandad del Santo Entierro y Ntra. Sra. de los Dolores, la más antigua y con más hermanos y devotos de la localidad y que tiene su sede en la Parroquia Ntra. Sra. del Castillo. Procesiona el Viernes Santo y su bajada por la Plaza Lope de Vega es el momento más esperado, sobrecogedor y que más público congrega de la Semana Santa de Fuente Obejuna.

Para concluir podemos decir que actualmente sería casi imposible decir ninguna localidad de España, aparte de las ya citadas, que no cuente con alguna o varias imágenes de Nuestra Señora de los Dolores en cualquiera de sus advocaciones pasionales: Dolores, Piedad, Angustias, Lágrimas, Soledad..., de forma que este listado sería imposible de redactarse debido a la cantidad y calidad de obras que atesoran innumerables parroquias , ermitas y santuarios dedicados a esta gran advocación mariana, muchas de las cuales cuentan con la propagación de su devoción a través de las hermandades de las que son titulares.

### Guatemala
La Virgen de los Dolores o Soledad en Guatemala, posee miles de devotos que acuden a ella a visitarla especialmente en cuaresma y Semana Santa. También el 15 de septiembre se realizan conmemoraciones en varios templos del país (llamadas velaciones) las cuales se realizan con mucha solemnidad y gran participación de los fieles. Para Semana Santa se procesionan a las hermosas imágenes de María Santísima de los Dolores o de Soledad en andas cargadas por fieles devotas, las cuales caminan tras el paso procesional de Jesús Nazareno, o del Señor Sepultado.
Varios templos en el país poseen imágenes centenarias de esta advocación, las cuales siempre están ataviadas con hermosas tunicelas y mantos de terciopelo, bordados con hilos de oro o plata.
Mencionada por su belleza en la canción "Si usted la viera (El confesor)" de Eusebio Blanco, José Luis Jorge cantada

### Nicaragua

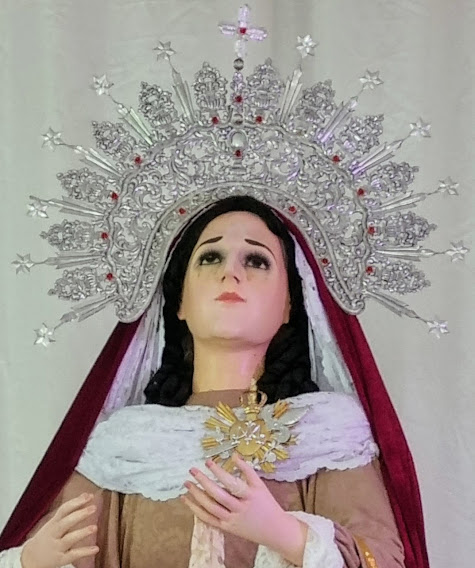
Nuestra Señora de los Dolores de Carazo - Nicaragua

En Nicaragua se practican diversas actividades en honor a nuestra Señora.
Durante la Semana Santa se realizan cortejos procesionales con su imagen, cargada en hombros recorre numerosas calles de cada ciudad.
El Viernes de Dolores se lleva a cabo un concierto de música sacra, se medita y se procesiona un viacrucis con las imágenes de Jesús, De María dolorosa y de San Juan, cuyo centro de atención es la virgen.
El Lunes Santo. En León se realiza la procesión de Nuestro Señor del Consuelo de la Reseña Y la Imagen la Virgen de Dolores con un recorrido de varias horas.
En Granada ocurre la procesión de nuestro Señor de ánimas ese mismo día y en muchas iglesias esta procesión se acompaña con La virgen.
El martes santo por la mañana se da el desfile de Jesús Nazareno de los pobres y Nuestra señora de la Amargura en León y en Granada por la tarde se saca el solemne cortejo procesional de Jesús del gran poder y Nuestra Señora de los Dolores Coronados que dura largas horas hasta entrar por la noche a la iglesia de Xalteva.
En León por la noche sacan a relucir la procesión de Nuestra Señora de la Soledad y la Sangre de Cristo.
El Viernes Santo durante la Vía Sacra se da un encuentro entre las imágenes de la Virgen y San Juan y Jesús Nazareno en varias ciudades, (cabe destacar que una de las imágenes más preciosas de la Virgen es la de la ciudad de Nandaime) a eso de la cuarta estación.
Y por la noche se realiza la muy Solemne y respetada procesión del Santo entierro o del Cristo Yacente, en la que también procesiona la Imagen de la virgen.
Cristo a muerto, y el sábado de Gloria se da el paso procesional de Nuestra Señora de la Soledad como imagen principal acompañada de San Juan y Santa María Magdalena, y se medita en su séptimo dolor.
El 15 de septiembre se lleva a cabo la santa Misa en honor a Nuestra Señora y luego una procesión conocida como Dolores Gloriosos. 
Los nicaragüenses sienten un especial afecto a esta que es la advocación más universal de María Santísima.
En Nicaragua, en el departamento de Carazo ubicado en el pacífico central del país, se encuentra el municipio de Dolores, el más pequeño de todos los municipios de este país centroamericano,  estas tierras conocidas como el valle de Dolores, fueron propiedad de la virgen de Dolores desde algún momento de la época colonial, en torno a ellas fue surgiendo un pueblito pintoresco, y no es hasta el 14 de octubre de 1904, que los pobladores piden a las autoridades nacionales que el pueblo lleve el nombre de Dolores. Se edifica un templo para la virgen y se trae una imagen desde España encargada por la familia Rojas, apoyada por sus parientes de apellido Román, logran embarcar la imagen y establece en dicho templo su santuario. Hoy es la titular de la parroquia Nuestra Señora de los Dolores, patrona de este municipio del pacífico nicaragüense. Tiene sus momentos de celebración varias veces al año: el Viernes de Dolores, el Martes Santo, el Sábado Santo y todos los 15 de septiembre (su fiesta como titular o patrona), en todos esos momentos sale en procesión visitando los distintos barrios del pueblo de Dolores. El 15 de septiembre, especialmente se celebra con una solemne misa, oficiada por el Obispo, se hace acompañar de bandas rítmicas, repartición de alimentos tradiciones, así mismo familias del municipio de Dolores comparten alimentos en sus hogares, desde los años 90s se asignaron mayordomos de las fiestas. Los sacerdotes eudistas (Congregación de Jesús y María) presentes en la parroquia desde hace más de 20 años han consolidado estas fiestas hasta el día de hoy, dándole un toque meramente religioso. Desde el año 2021 se ha conformado un grupo de devotas mujeres, la Cofradía de Nuestra Señora de Dolores, encargadas de proteger, cuidar de todo lo referente a la imagen, ellas han empezado la devoción de todos los 15 de mes en honor a la Dolorosa, donde se pide a Dios padre, la salud, el bienestar y milagros para sus hijos devotos de la Madre Santísima. 

### México

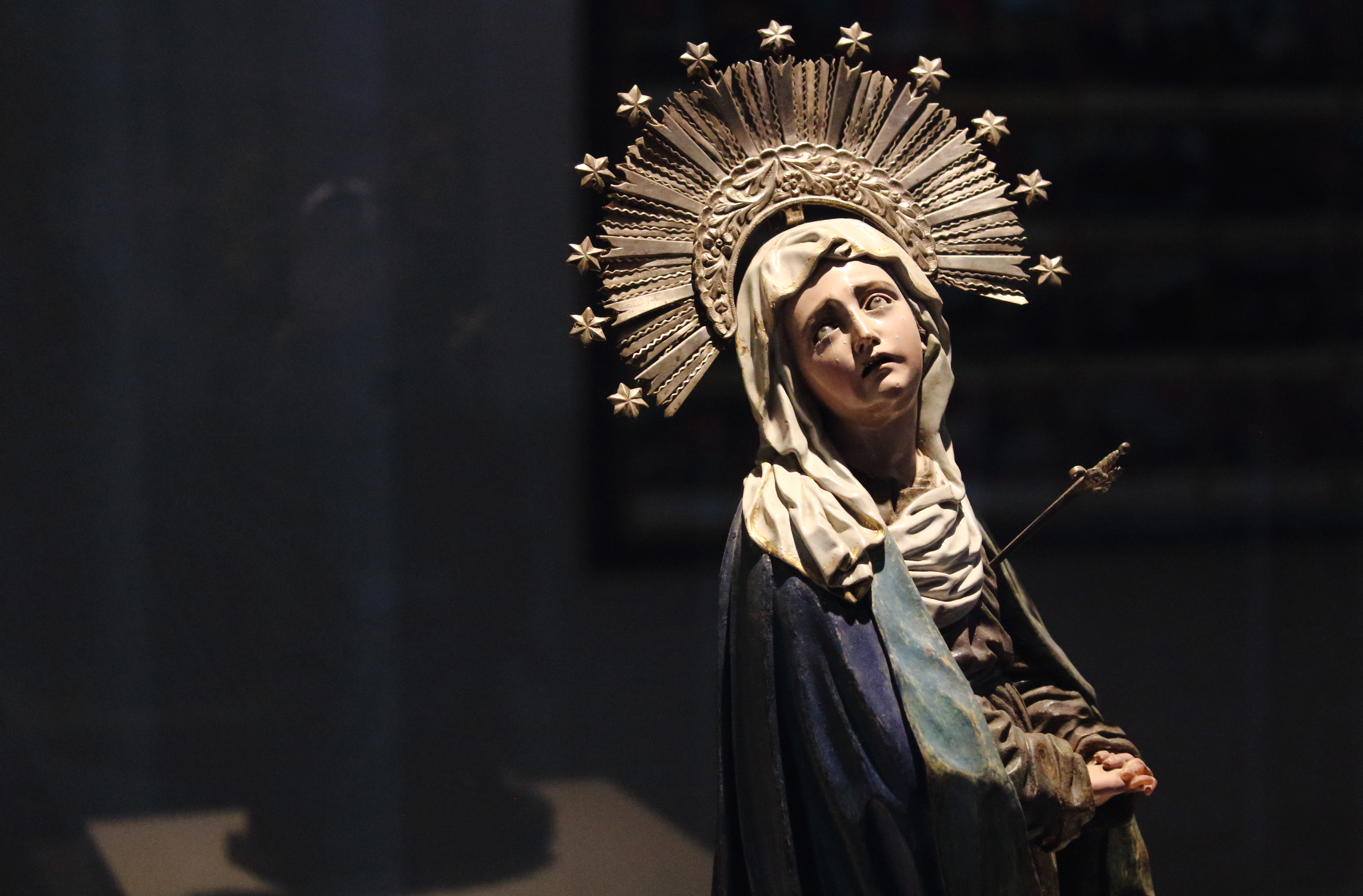
Virgen Dolorosa en el Museo del Fuerte de Loreto, Puebla.

En México se practican numerosas versiones de esta devoción. Con motivo del sexto viernes de cuaresma, se exhibe un altar a la Virgen de Dolores. Algunas prácticas devocionales requieren solo un Ave María por cada uno de los Siete Dolores, en vez de siete, o incrementan el número de siete a diez; otros agregan una Gloria después de cada serie de Ave Marías. Casi todos los autores agregan sus propias oraciones de inicio y apertura. Parece que no hay una versión mexicana estandarizada de la coronilla de los Siete Dolores, aunque es frecuente que los devotos recen un "Padre Nuestro" y siete "Ave Marías" por cada uno de los Siete Dolores. Las oraciones de clausura son tres Ave Marías más, en honor de las lágrimas de la Virgen Dolorosa; un "Padre Nuestro", un "Ave María", y una "Gloria" por las intenciones del Santo Padre, el Papa; una jaculatoria dedicada a la Virgen Dolorosa (opcional); y un ofertorio final (opcional).
1. La primera fiesta religiosa, se realiza el viernes anterior al Viernes Santo, día llamado Viernes de Dolores. En el altar se colocan líquidos en cristal de colores en representación de sus lágrimas, también se le representa con una daga dorada en el pecho en representación de su dolor.
2. La segunda fiesta religiosa, que se observa internacionalmente el 15 de septiembre, es de la Virgen de Dolores. Los mexicanos asocian esta Virgen con el Día de la Independencia. La llamada que comenzó la Guerra de Independencia, el Grito de Dolores, sucedió en la noche del 15 de septiembre de 1810, en la Parroquia de Nuestra Señora de los Dolores, Dolores Hidalgo, Guanajuato, durante la misa dedicada a su Santa Patrona, la Virgen de los Dolores.
En Teocaltiche, Jalisco se celebran las fiestas patronales en honor a la Dolorosa, mismas que tienen una duración (Del 1 al 11 de noviembre) siendo el 11 de noviembre la cúspide de la fiesta, dentro del periodo antes mencionado se aprecian distintas actividades realizadas por los fieles seguidores de nuestra señora, como lo son: 
1. Mañanitas a la Virgen, todas las mañanas seguido de una celebración eucarística en su nombre.
2. Peregrinaciones de los gremios de las distintas actividades así como de la gente de los barrios y rancherías en su honor.
3. Teatro del pueblo en la plaza principal con distintas actividades, tanto culturales como de entretenimiento.
4. Celebración del certamen Señorita Teocaltiche.
5. Celebración del "Hijo ausente", donde los Teocaltichenses devotos a la virgen que radicados en otras locaciones acuden a dar gracias a la virgen.
6. Danzas.
7. Desfiles.
8. Charreadas.
9. Exhibición de Artesanías típicas.

También hay devoción en el estado de Querétaro, donde se encuentra la Basílica de Los Dolores de Soriano, donde de le cantan las mañanitas a la virgen, danzas y bailes, además de las peregrinaciones a la basílica de Dolores de Soriano. También la virgen da un recorrido En la Ciudad de Querétaro, pasando por diversas parroquias e iglesias, como la Parroquia De Nuestra Señora de Guadalupe, en Reforma Agraria Querétaro, ka San Juanita, en Lomas de Casa Blanca, Querétaro y El Centro Histórico de Querétaro, Llevando a la Virgen por la ciudad en peregrinaciones, con música, danzas, arreglos florales y conciertos.

### Devoción en Panamá
El paso del Viernes Dolores en Natá de los Caballeros, donde se procesiona a nuestra Señora. Luego el Gran Viernes Santo en una procesión que dura alrededor de 6 horas terminando a las 3 de la madrugada, la virgen Dolorosa llega a la Basílica, en medio del famoso "Salve Regina".
Antiguamente se acostumbraba a cantar al final del Santo entierro la mítica "Dolorosa de Pie Junto a la Cruz". El 20 de marzo de 2010, fue entronizada a basílica la imagen traída desde España, (en conmemoración de ser la iglesia más antigua del litoral) Nuestra Señora de Amargura y de la Esperanza, María que se muestra adolorida cargando a Jesús entre sus brazos una vez bajado de la misma. Dato curioso que la imagen al ser entronizada 24 hombres no podían con la misma. Tallada, imponente y adolorida se muestra la imagen dando compasión e invitando a la reflexión de los pecados.

## Patronazgo

### Argentina
Dolores (Buenos Aires)

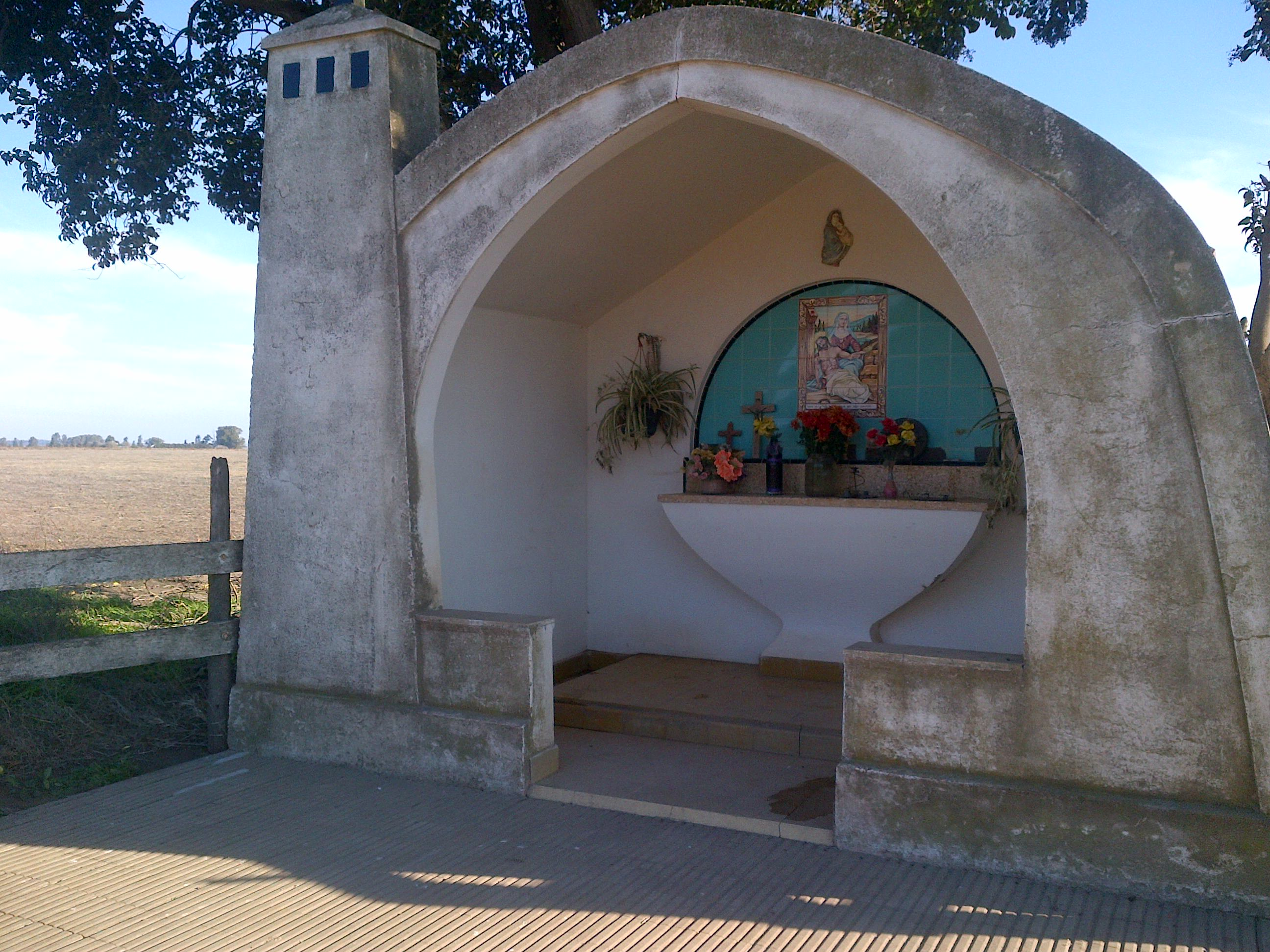
Capilla de Nuestra Señora de los Dolores en Villa Eloisa (Santa Fe)

- Villa Eloisa (Santa Fe) . En la localidad de Villa Eloisa se encuentra una capilla de Nuestra Señora de los Dolores. Data de hace más de 100 años. Se encuentra en la entrada al campo Lancioni sobre un camino rural a 1 km del pueblo. La capilla fue construida por los familiares que vinieron de Italia y eran devotos de la Virgen.
- Villa Dolores, en la provincia de Córdoba, Argentina.
- Río Ceballos, Córdoba, Argentina.
- Exaltación de la Cruz, Buenos Aires, Argentina.
- Caballito, Capital federal, Buenos Aires, Argentina. Su parroquia está frente a parque centenario.
- Trenque Lauquen, Buenos Aires, Argentina. La Virgen Nuestra Señora de los Dolores es la patrona de esta localidad bonaerense. Tiene su iglesia principal, la Parroquia Nuestra Señora de los Dolores frente a la plaza San Martín.

### Filipinas

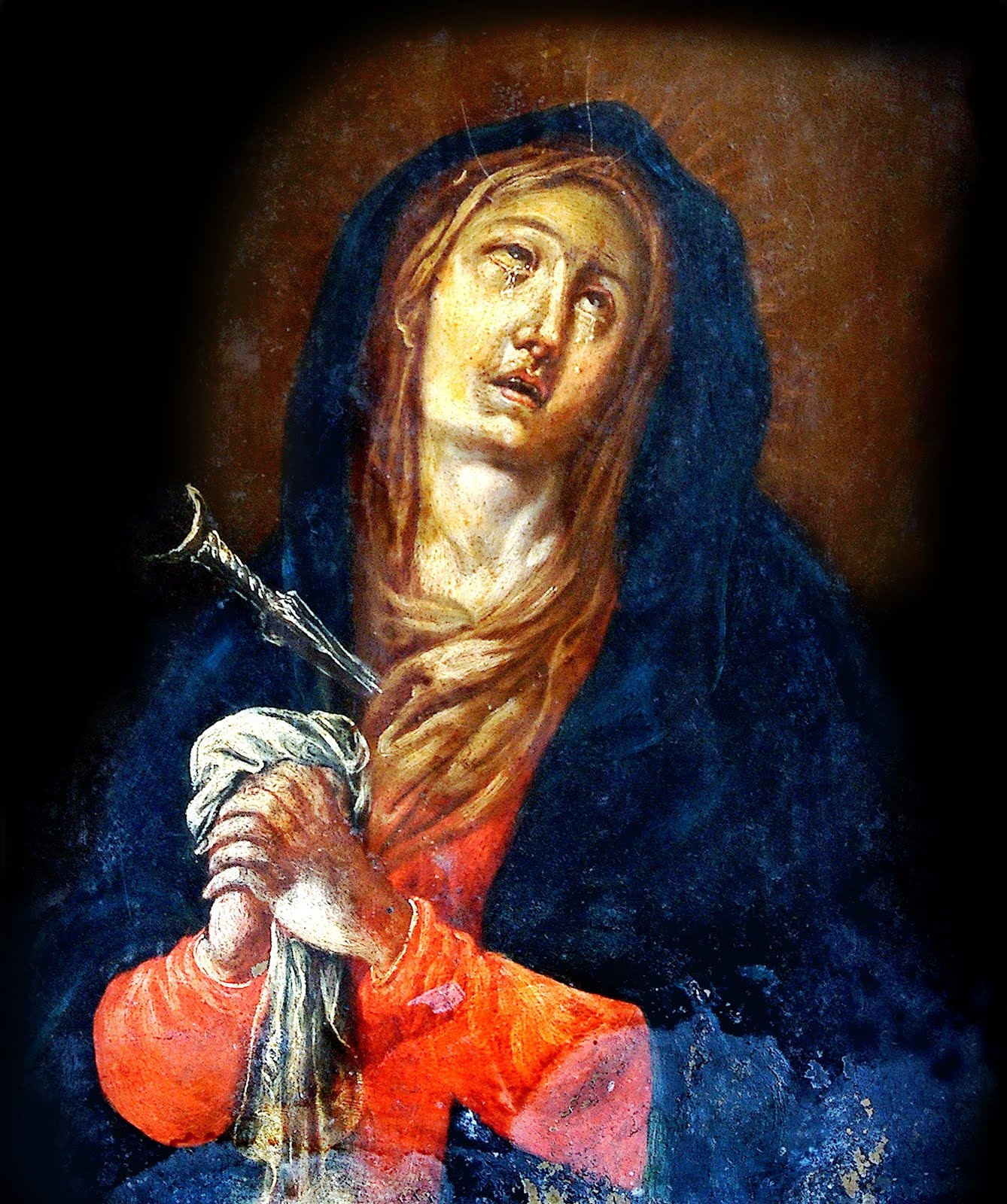
El original quadro de la Virgen de los Dolores de Turumba. Coronada canónicamente el 15 de septiembre de 2023

- Nuestra Señora de los Dolores de Turumba, Pakil

### España
| - Aljucer (Murcia). - Barqueros (Murcia). - Benalmádena (Málaga). - Badalona (Barcelona) - Águilas (Murcia) - Baza (Granada). - Guadix (Granada). - Canals (Valencia) - Tazona (Albacete). - Abengibre (Albacete) - Riopar (Albacete) - Alomartes (Granada). - Almuñécar (Granada). - Dolores (Alicante). - Arjona (Jaén). - Escañuela (Jaén). - Iznate (Málaga). - Almunia de San Juan (Huesca). - Pozo Alcón (Jaén). - Navalmoral de la Mata (Cáceres). - Casatejada (Cáceres). - Galisteo (Cáceres). - Atienza (Guadalajara). - Camas (Sevilla). - Las Cabezas de San Juan (Sevilla). - La Rinconada (Sevilla). | - Maracena (Granada). - Villanueva del Trabuco (Málaga). - El Real de San Vicente (Toledo). (Albac - Arévalo (Ávila). - Granada (Granada). - Guadix (Granada) - Moraleda de Zafayona (Granada) - Cájar (Granada). - Zalamea de la Serena (Badajoz). - La Cruz-Santa (Los Realejos, Islas Canarias). - Lanzarote (Islas Canarias). - Vera (Almería). - Huércal-Overa (Almería). - Zahara de la Sierra (Cádiz). - Gibraltar (Cádiz). - Requena (Valencia). - Villatuelda (Burgos). - Pulpí (Almería). - Ventas (Granada). - Royuela, (Teruel). - Villafranco del Guadiana, (Badajoz). - Sietes-Villaviciosa, (Asturias). |

## México
- Fiesta Patronal de la Virgen de los Dolores, La Estancia, Chilcuautla, Hidalgo, México, que se celebra el día 15 de septiembre.
- Parroquia de Nuestra Señora de Los Dolores en Mascota Jalisco.
- Misión de Nuestra Señora de los Dolores, misión jesuítica antigua, fundada al sur de Cucurpe, Sonora.
- Parroquia Mater Dolorosa, Mexicali, Baja California - Celebra su Fiesta Patronal el 15 de septiembre.
- Basílica Menor de Soriano, Colón, Querétaro.
- Capilla de Nuestra Señora de los Dolores, Hacienda de Dolores, Jiménez, Chihuahua - Viernes que antecede al Viernes Santo (Viernes de Dolores).
- San Andrés Huayapam, Oaxaca - 3 de abril.
- Teocaltiche, Jalisco - 11 de noviembre.
- Jerez de García Salinas en Zacatecas cuya veneración es el Viernes Santo.
- Zacatecas, Zacatecas venerada en el Templo de San Juan de Dios y el Viernes Santo en la Procesión del Silencio.
- Mascota, Jalisco - 15 de septiembre.
- San Luis Potosí.  - venerada el Viernes Santo en la Procesión del Silencio.
- Capilla de Nuestra Señora de los Dolores, Querétaro - 15 de septiembre.
- Parroquia de Nuestra Señora de los Dolores, Dolores Hidalgo, Guanajuato, venerada el viernes anterior al Viernes Santo y el 15 de septiembre.
- San Pablo Chimalpa Cuajimalpa de Morelos venerada el Viernes de Dolores y 15 de septiembre.
- Parroquia de Nuestra Señora de los Dolores, Xaltocan Xochimilco, Ciudad de México - febrero sin fecha específica.
- Los Dolores, San Ignacio Cerro Gordo, Jalisco. Se celebran sus fiestas el último vienes de noviembre.
- Virgen de los Dolores del Rayo en Zinacantepec, Estado de México, en la Parroquia de San Miguel Arcángel celebrada el Viernes de Dolores, el 15 de septiembre y dos fechas más: el 22 de mayo celebrando su renovación y el 4 de diciembre celebrando la coronación pontificia y su capilla nombrada santuario el 22 de mayo de 2012 se celebran 250 Aniversario de su renovación se llama así porque el 22 de mayo de 1762 se renovó la imagen por efecto de un rayo.
- Fiesta Patronal de la Virgen de los Dolores, Caleras de Amexhe, Guanajuato, México, que se celebra el día 31 de mayo.
- Parroquia Mater Dolorosa, Morelia, Michoacán - Celebra su Fiesta Patronal el 15 de septiembre. El actual templo es la segunda edificación en la cual se realiza el culto a la virgen, en el mismo sitio existió desde la época colonial una pequeña capilla dedicada a la Virgen de los Dolores, se encontraba cercana a la Garita de Chicacuaro o del Poniente.
- Municipio de Acatzingo, Puebla -  La Fiesta se realiza en septiembre empieza el día 15 de septiembre cuando miles de feligreses se reúnen en el santuario de la Virgen de los Dolores, donde, con gran solemnidad, los sacerdotes de la parroquia e invitados especiales bajan la Santa Imagen de los Dolores para que todos pasen al “Beso”. El mismo día por la noche hay un concurso de bandas de viento. El día 14, casi todos los habitantes de la localidad amanecen preparando los festejos a la Virgen de los Dolores. Por todas las calles del centro y las aledañas se ven personas ornamentando las aceras con arreglos diversos: maceteros, lámparas, candiles, varas florales, etc. Se pica alfalfa y se terminan de pintar centenares de kilos de arena y aserrín para elaborar los casi ocho kilómetros de alfombras por los que pasará la procesión con la imagen de la Virgen.

### Colombia
- En Bojacá, Cundinamarca se le atribuye el nombre de Nuestra Señora de la Salud
- En Guatavita, Cundinamarca, es la patrona y nombre de la iglesia local, se realiza su fiesta año tras año en el marco de las festividades del festival del dorado.
- En Zipaquirá, Cundinamarca, es la patrona del Barrio la Concepción, lugar donde está ubicado el Templo que anteriormente era conocida como la Ermita de Santa Bárbara.
- En Popayán, Cauca, es la patrona de la Ciudad y está en la Iglesia de San Agustín.
- Es la Patrona también de la Congregación Hermanas de Bethania, al igual que del Colegio Stella Matutina. Su jaculatoria es: Corazón doloroso e inmaculado de María, Ruega por nosotros te recurrimos a ti.
- En San Carlos, Antioquia, es patrona del municipio y se encuentra en la Parroquia Nuestra Señora de los Dolores. Suele salir en procesión los días Miércoles, Viernes y Sábado Santos y su fiesta es en septiembre

### Venezuela
- En la ciudad de Valencia se tiene como patrona a la imagen mariana correspondiente a la Virgen Dolorosa, pero muy curiosamente se le atribuye el nombre de Nuestra Señora del Socorro; un hecho cuyo trasfondo se encuentra en una leyenda que relata un error de destinatario al momento de la entrega de la imagen de devoción en la ciudad, conservándose finalmente el nombre de la Virgen que se tenía previsto recibir (Virgen del Socorro).
- Parroquia de Nuestra Señora de los Dolores, Paraíso de Chabasquen, estado Portuguesa, venerada el 15 de septiembre, cuatro días después de la celebración de la virgen de Coromoto patrona de Venezuela.
- En la ciudad de Altagracia de Orituco está la parroquia "Nuestra Señora de los Dolores" ubicada en el sector Camoruco, que también es parroquia de las demás comunidades que le vienen del este, las cuales en vez de templos parroquiales tienen sus capillas. Fue fundada como parroquia el 15 de septiembre de 2006, siendo antes capilla.
- En Caracas- Edo Miranda se tiene como patrona de la Parroquia La Dolorita a "Nuestra Señora de los Dolores" (Virgen Dolorosa); Celebrada el 15 de septiembre de cada año con celebraciones multitudinarias. Patrona de la Zona pastoral "La Dolorosa" de la Parroquia Eclesiástica San Francisco de Sales.

### Uruguay
- En la ciudad de Libertad, departamento de San José. Es copatrona de la ciudad junto a San Isidro Labrador.[8]

### Perú
En la ciudad de Cajamarca, Nuestra Señora de los Dolores es Patrona y Reina de la ciudad, como de otros pueblos menores, como el pueblo de Angia, entre otros de la Región, su festividad se celebra el Viernes de los Dolores, el viernes anterior a la Semana Santa.
La imagen es muy antigua donada por el Emperador Carlos V, la bella imagen está en el altar del Templo de San Francisco en la Plaza principal de la ciudad.
El 14 de junio de 1942, durante el I Congreso Eucarístico Diocesano de Cajamarca, la imagen de Nuestra Señora de los Dolores, fue coronada por el papa Pío XII, representado por el Nuncio Apostólico en el Perú Monseñor Fernando Cento.
En la ciudad de Ayacucho, donde la Semana Santa es apoteósica la Virgen Dolorosa sale al encuentro del Señor en una procesión solemne.
En la ciudad de Tarma, donde la Semana Santa es de inspiración sevillana, en la Iglesia Catedral se venera una hermosa talla en madera, de estilo barroco, donada por la Corona española y en cuyo rostro se refleja el dolor sereno de una reina, es celebrada con múltiples solemnes procesiones durante la Semana Santa, desde el Viernes de Dolores hasta el Viernes Santo.
En la ciudad de Lima, Capital del Perú, Nuestra Señora de los Dolores está representada principalmente por tres tallas de trascendencia histórica y que siguen recorriendo procesionalmente durante el período de Semana Santa, Nuestra Señora de los Dolores que se encuentra en la Basílica de la Veracruz, la Virgen de la Soledad que se venera en la iglesia de su nombre, y la Virgen de la Piedad, en su capilla propia al interior de la Basílica de la Merced. 
Con el paso de los siglos, y su participación en las procesiones de Semana Santa en Lima, diferentes advocaciones han ido diversificando esta devoción entre los templos y monasterios de la capital, entre ellas tenemos a La imagen de Nuestra Señora del Mayor Dolor, que se custodia en el Monasterio de Monjas Trinitarias de los Barrios Altos, Nuestra Señora de las Angustias en el Monasterio de Santa Catalina, y en las iglesias conventuales del casco antiguo imágenes de respetable antigüedad como Nuestra Señora de la Pasión, proveniente de la Iglesia de San Agustín, que ya no procesiona en el sábado de Dolores por mala gestión de sus camareros, la Virgen de las Penas de la Basílica de Santo Domingo, y la Virgen de los Dolores de la Basílica de San Francisco, así como Nuestra Señora de la Esperanza que se venera en la Basílica Catedral. 
Varias de estas dolorosas limeñas tienen septenarios o triduos previos a su fiesta, que debido a la tradición resguardada por sus devotos, religiosos y hermandades, sigue celebrándose en el tradicional Viernes de Dolores. Es importante resaltar que cada imagen tiene un día asignado a procesionar desde su templo de origen, acompañando a las imágenes de Cristo, que llegan hasta la Plaza de Armas para recibir el homenaje del Arzobispo de Lima y las principales autoridades desde los balcones de sus respectivos palacios. 
En el Distrito de Santiago de Surco, Santísima Virgen Dolorosa, imagen que data de los tiempos de la colonia, días principales 1 semana antes de Semana Santa, se realizan los quinarios, siendo el día Viernes de Dolores que sale acompañada de la imagen del Señor de la Viña.
En el Distrito de Chorrillos, La Santísima Virgen de los Dolores, imagen que data de los tiempos de la colonia, días principales 1 semana antes de Semana Santa, se realizan los quinarios, saliendo en procesión el día Viernes de Dolores, luego el Viernes Santo y Domingo de Resurrección.
En la ciudad de Huancayo, la Virgen Dolorosa, recorre las calles cuatro veces al año: el Viernes de Dolores, día anterior a la Semana Santa, el Miércoles Santo, rumbo al encuentro con su hijo, Jesús Nazareno, el Viernes Santo, acompañando el féretro del Cristo Yacente y el día principal de su fiesta, que es el 15 de septiembre. Se encuentra en la Catedral de Huancayo, en la capilla de la "Virgen de los Dolores", ubicada en el retablo central y flanqueada por Jesús Nazareno y la Virgen de la Alegría. 
En el pueblo de La Soledad, ubicado en el distrito de Parcoy, provincia de Pataz, La Libertad, se celebra cada tercer domingo de septiembre, la fiesta en honor a la Virgen de los Dolores. Esta fiesta se replica también en Trujillo, Chimbote y Lima, la misma que está a cargo de los sholanos (gentilicio aplicado a los nacidos en La Soledad) residente en dichas ciudades del Perú.

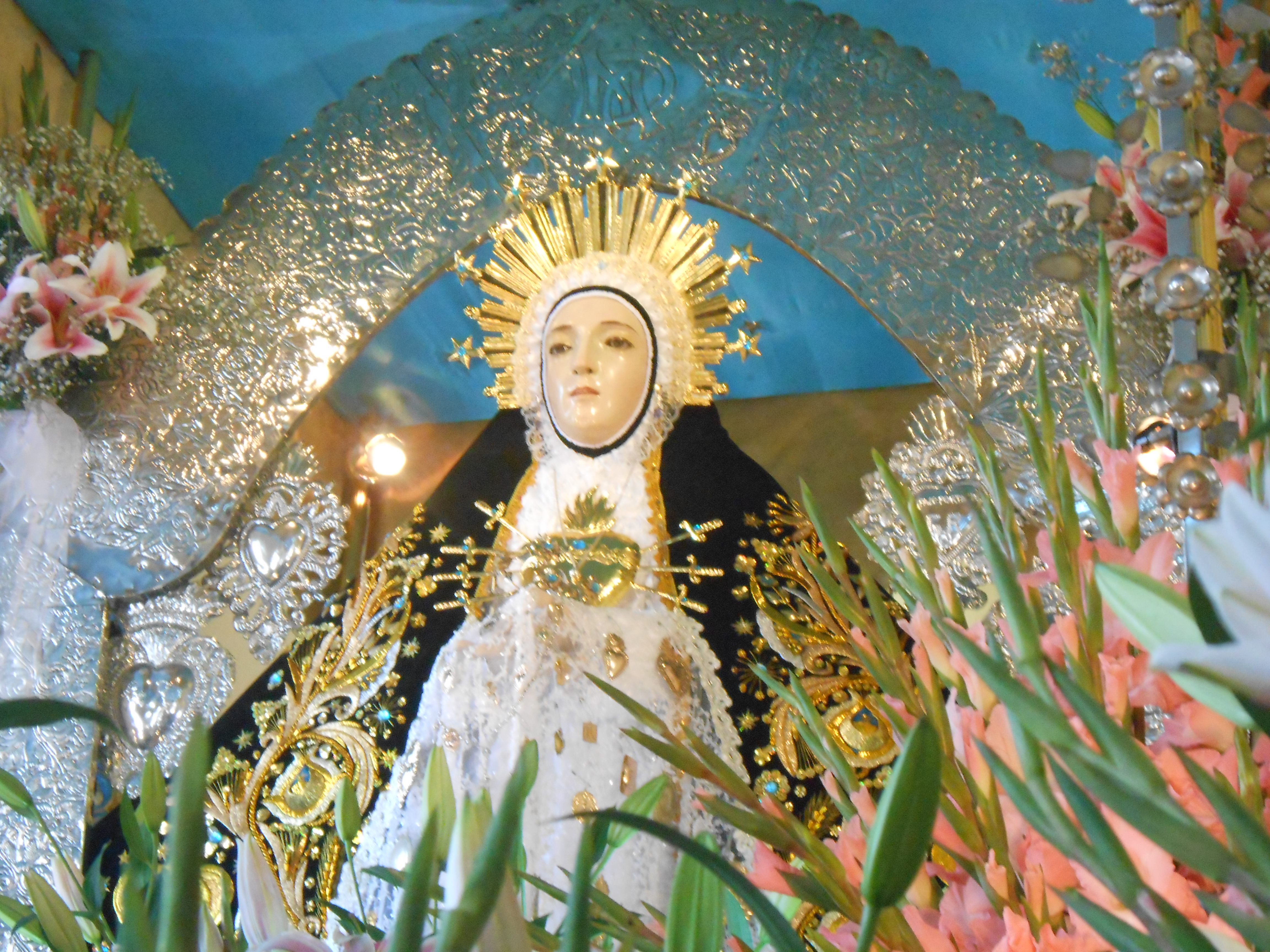
Madre y Protectora de Chancay Virgen de los Dolores, Misa de Viernes de Dolores.

En la ciudad de Chancay, Nuestra Señora Virgen de los Dolores es la Protectora de la Ciudad, ya que ella salvó al pueblo de Chancay de la invasión de los chilenos en la Guerra del Pacífico, es la imagen de la Virgen de los Dolores más reconocidas del Norte Chico. Es una Virgen muy Milagrosa, la cual cuenta con una leyenda y algunas composiciones musicales en su honor.

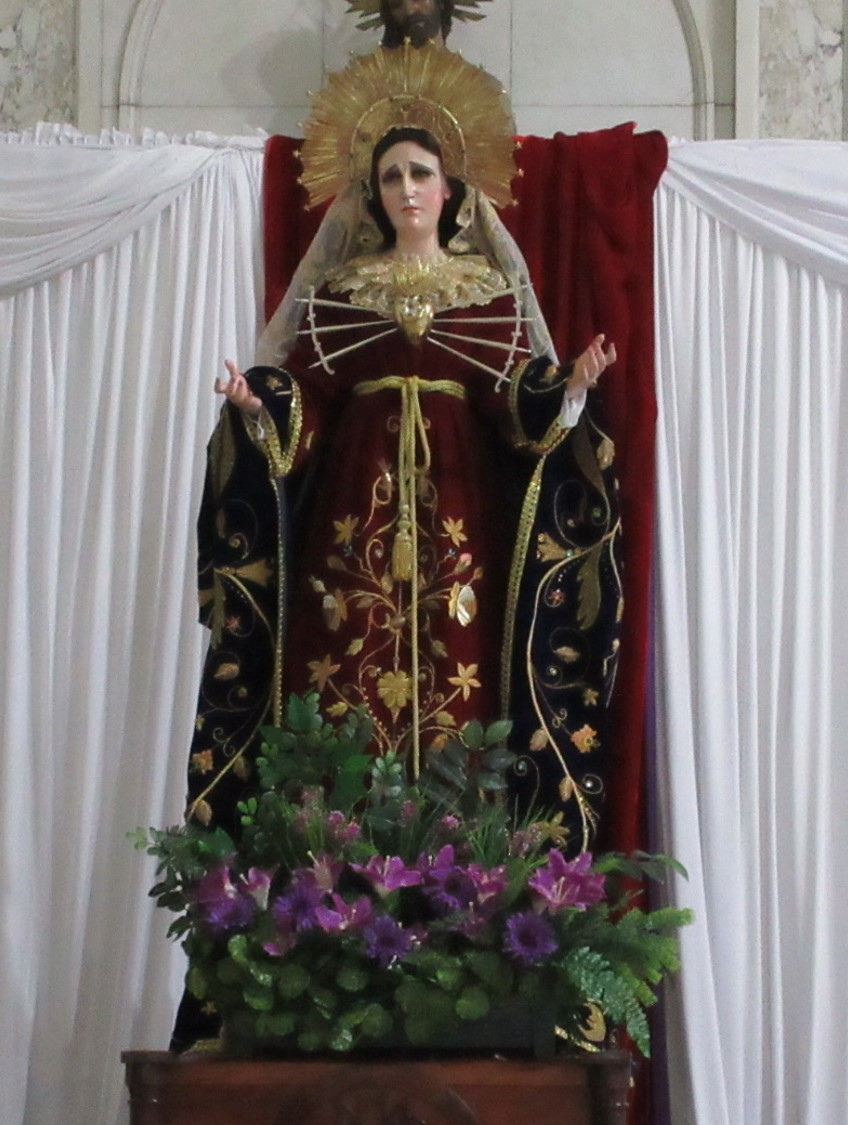
Virgen dolorosa Iglesia la Dolorosa (San José, Costa Rica)